# ورام غضروفي زليلي
داء الغضروف الزليلي هو مرض يصيب الغشاء الزليلي، وهو غشاء مرن رقيق حول المفصل.

## العلامات والأعراض
عادة ما يشكو الناس من ألم في مفصل واحد ، والذي يستمر لأشهر أو حتى سنوات ، ولا يخف مع ممارسة الرياضة أو حقن الستيرويد أو المعالجة الحرارية، ولا يظهر أي شيء على الأشعة السينية ، ولكنه يظهر تقييدًا واضحًا للحركة
هناك 3 مراحل محددة لهذا المرض:
- المرحلة المبكرة: لا توجد أجسام فضفاضة ولكن مرض زليلي نشط ؛
- المرحلة الانتقالية: مرض زليلي نشط ، وخلخلة في الأجسام
- المرحلة المتأخرة: أجسام فضفاضة ولكن لا يوجد مرض زليلي ؛

في المراحل المبكرة من المرض غالبًا ما يتم الخلط بينه وبين التهاب الأوتار و / أو التهاب المفاصل. بمجرد أن تصل إلى مرحلة انتقالية ، تصبح الأجسام السائبة ظاهرة بالأشعة السينية في أكثر من 70٪ من الحالات ، وغالبًا ما يظهر التصوير بالرنين المغناطيسي مكان فشل الأشعة السينية.في أيدي ذوي الخبرة ، الموجات فوق الصوتية مفيدة أيضًا في التشخيص.
في المرض ، يشكل الغشاء الرقيق المرن للغشاء الزليلي بالتدريج بثورًا تتكلس وتتضخم.تتحرر هذه العقيدات في النهاية وتطفو حول مساحة المفصل لتصبح أكبر - مما يزيد من عدم الراحة وتيبس المفصل.
هذا المرض نادر وغير معروف ولا يوجد علاج معروف حاليًا. سيظهر النسيج المصاب ككتلة شبه صلبة في فحص التصوير بالرنين المغناطيسي ، وعادة ما يتم تأكيد التشخيص النهائي عن طريق أخذ خزعة.
يحدث داء الغضروف الزليلي مرتين أكثر شيوعًا عند الذكور من الإناث وعادة في الأربعينيات من العمر.ومع ذلك ، فقد أسفرت المجتمعات عبر الإنترنت لمرضى داء الغضروف الزليلي عن تناقض صارخ ، مع تمثيل متساوٍ من كلا الجنسين والأعضاء الذين تم تشخيصهم في سن المراهقة المتأخرة / أوائل العشرينات.
يؤثر المرض عمومًا على مفصل واحد فقط من أكبر المفاصل التي تحمل وزنًا (الورك والكاحل والركبة) - على الرغم من إمكانية إصابة الكوع والرسغ أيضًا. نادرا ما ينطوي على مفصل الفك الصدغي.

## الأسباب
السبب الكامن وراء داء الغضروف الزليلي غير معروف.تشير بعض الأدلة إلى أن الصدمة قد تلعب دورًا في تطورها لأنها تظهر بشكل أساسي في المفاصل الحاملة للوزن.تم اعتبار العدوى أيضًا عاملاً مساهماً. الحالة ليست وراثية.
يقال إن داء الغضروف الزليلي يمكن أن يحدث إما بشكل أولي أو ثانوي.داء الغضروف الزليلي الأولي ، وهو أكثر ندرة ، يحدث تلقائيًا ولا يبدو أنه مرتبط بأي حالات موجودة مسبقًا.داء الغضروف الزليلي الثانوي هو الشكل الأكثر شيوعًا وغالبًا ما يحدث عندما يكون هناك التهاب مفصلي سابق الوجود أو التهاب المفاصل الروماتويدي أو تنخر العظم أو التهاب الغضروف العظمي السالس أو اعتلال المفصل العظمي الاعتلال العصبي (الذي يحدث غالبًا عند مرضى السكري) أو السل أو الكسر الغضروفي (تمزق الغضروف الذي يغطي نهاية العظم عند المفصل) في الفرد المصاب.

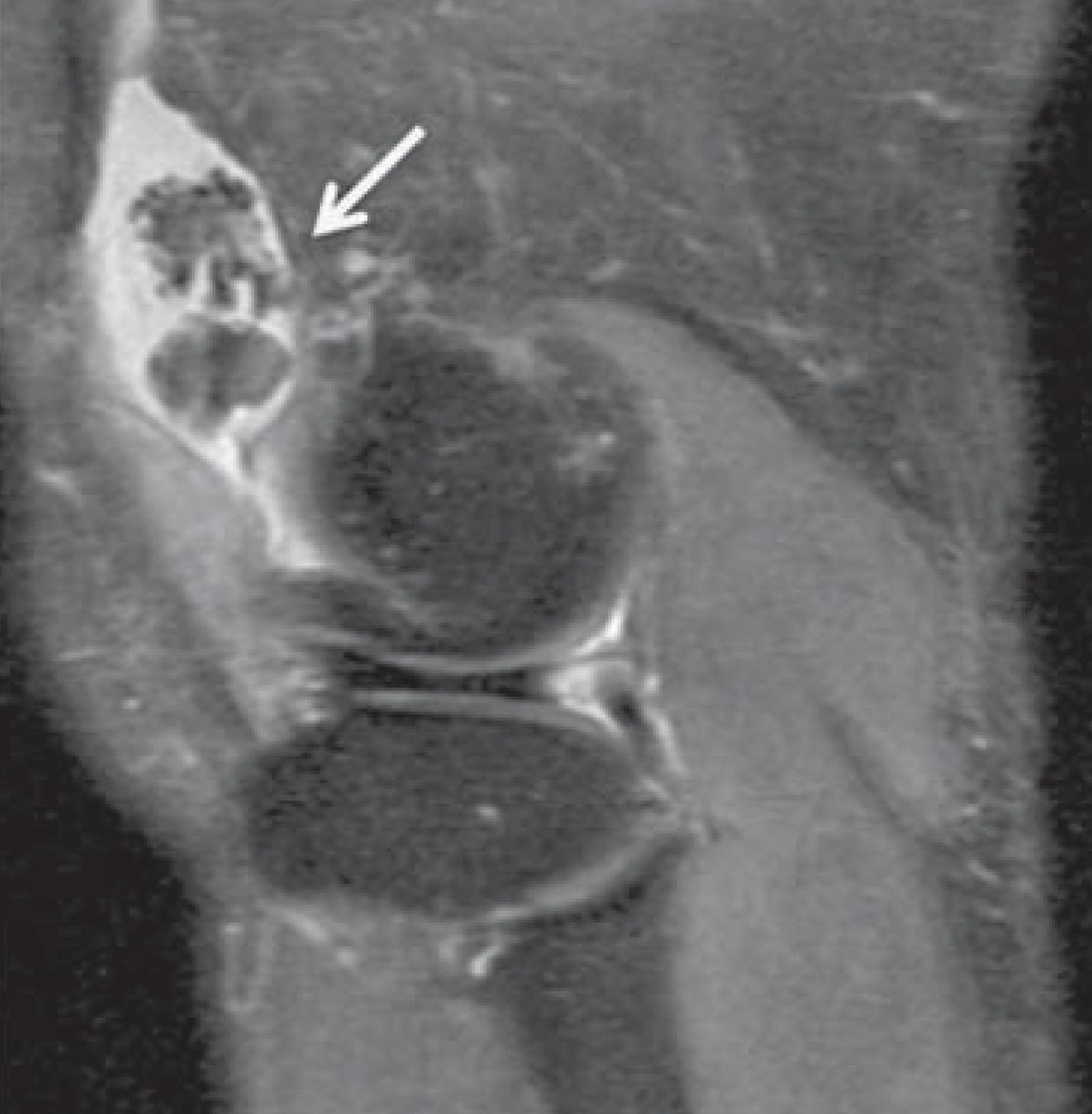
كثافة البروتون المرجحة التصوير بالرنين المغناطيسي الركبة المصابة بداء الغضروف الزليلي. هناك العديد من الأجسام السائبة داخل المفصل تقع في العطلة فوق الرضفة.

## العلاج
يتم العلاج في كثير من الأحيان عن طريق إزالة الأجسام الرخوة واستئصال الغشاء الزليلي الجزئي أو الكامل (إزالة الغشاء الزليلي)
يعتبر استئصال الغشاء المفصلي الكامل عملية كبيرة إلى حد ما وتتضمن تعريض المفصل بالكامل وإزالة الأنسجة المصابة.عادة ما يتم إجراء استئصال الغشاء المفصلي الجزئي عن طريق التنظير المفصلي. عادة ما يتم إجراء استئصال الغشاء المفصلي عن طريق حلق بطانة الركبة ولكن هناك طرق أخرى لتحقيق ذلك إما عن طريق تجميد الغشاء الزليلي أو باستخدام العلاج الإشعاعي.
تزيد الحاجة إلى مزيد من الإجراءات عن 25٪ على الرغم من أن تكرار الإزالة المطلوبة للأجسام الرخوة يقل عادةً عن طريق استئصال الغشاء المفصلي السابق. كانت هناك حالات موثقة للتحول الخبيث ولكن هذا نادر الحدوث.
في حين يمكن وصف الحالة بأنها «نمو حميد» نادرًا ما تؤثر على أكثر من مفصل ، ولا تؤثر عادةً على الأنسجة المحيطة.

## الأسماء
يُعرف أيضًا باسم متلازمة رايشيل أو متلازمة رايشيل جونز هندرسون ، التي سميت باسم فريدريش بول رايشيل ، هيو تولاند جونز وميلفن ستاركي هندرسون.

## روابط خارجية
- Patient story at واشنطن بوست